# Менло-Парк (Калифорния)
Менло-Парк (англ. Menlo Park) — город в округе Сан-Матео штата Калифорния в США. Он граничит с заливом Сан-Франциско на севере и востоке; Восточным Пало-Алто, Пало-Алто и Стэнфордом на юге; Атертоном, Северным Фэр-Оксом и Редвуд-Сити на западе.

## История
В 1769 году, когда экспедиция Портола прибыла в эту местность она была населена индейцами племени Олони. В 1795 году для создания ранчо (исп. Rancho de las Pulgas) был выдан земельный участок, который включал территорию нынешнего города. В 1851 году два ирландских иммигранта, Деннис Дж. Оливер и его шурин Д. К. МакГлинн, купили участок земли площадью 1700 акров (690 га) на бывшем ранчо. В 1854 году они возвели ворота с деревянной аркой с надписью «Menlo Park» и датой «август 1854 года» у входа в свою собственность (ныне перекресток Middle Ave и Эль-Камино-Реал).

## География
Менло-Парк располагается в восточной части округа Сан-Матео. С севера и востока город омывается заливом Сан-Франциско. Согласно Бюро переписи населения США, общая площадь города составляет 45 км², из которых 25 км² занимает суша, а 20 км² — водная поверхность.

## Демография
Согласно переписи населения 2010 года, население города составляет 32 026 человек.
Расовый состав населения:
- белые — 22494 (70,2%);
- афроамериканцы — 1551 (4,8%);
- индейцы — 156 (0,5%);
- азиаты — 3157 (9,9%);
- выходцы с островов Тихого океана — 454 (1,4%);
- представители прочих рас — 2776 (8,7%);
- представители смешанных рас — 1438 (4,5%).

## Экономика
В городе расположена штаб-квартира социальной сети Facebook, также офис Instagram и офис wit.ai.